# Волхов-М (ЗРК)
М-2 „Волхов-М“ (Класификацията на НАТО: SA-N-2 Guideline) е съветски зенитно-ракетен комплекс със средна далечина на действие и морско базиране. Морски вариант на комплекса С-75.

## История
В съответствие с постановлението на СМ на СССР от 13 август 1955 г. „За защита на корабите на ВМФ от авиацията“ се създават четири ракетни комплекса:
- М-1 – с близко действие (до 15 км);
- М-2 – със средна далечина на действие (до 30 км);
- М-3 – с голяма далечина на действие (до 60 км);
- М-4 – ЗРК за собствена самоотбрана (до 5 км).

Разработката на проекта 70 по преоборудването на лекия крайцер от проекта 68-бис в кораб за ПВО носещ ЗРК със средна далечина се води от ЦКБ-16 (главен конструктор К. И. Трошков).
Планира се замяната на кораба на всички четири оръдейни кули МК-5бис на главния калибър (152-мм) с четири сдвоени пускови установки СМ-64 на комплекса М-2 „Волхов-М“, явяващ се модификация на сухопътния ЗРК С-75 разработен от ОКБ-2 на МАП. В боекомплекта на комплекса влизат 44 ЗУР В-753 (модификация на ЗУР В-750).
Проектът за доработката на ЗРК С-75 по заданието на УРАВ на ВМФ се изпълнява от НИИ-1 и НИИ-49 (главни конструктори С. Т. Зайцев, П. Д. Грушин и А. С. Гринщейн). Разработката на пусковата установка СМ-64 се води от ЦКБ-34 (главен конструктор Е. Г. Рудяк), по заповед на МОП от 7 октомври 1956 г.
Поради това, че маршевата степен на ЗУР В-753 е течногоривна, се проектира разделно съхранение на компонентите на ракетното гориво на кораба. Планира се да се направи автоматично зареждане на ракетите непосредствено на ПУ, а като резервен вариант в погреба, преди подаването на ЗУР на ПУ. Ако ракета не бъде използвана, е необходимо отстраняване на окислителя и горивото.
За воденето на експерименталното отработване на ЗРК на завод № 497 („Севморзавод“) в гр. Севастопол в периода от 15 октомври 1957 до 24 декември 1958 г. е модернизиран и преустроен по проекта 70-Е крайцерът „Дзержинский“ от проекта 68-бис. В процеса на преоборудването на крайцера вместо една от 152-мм оръдейни кули е монтиран един експериментален ЗРК М-2 в състав:
- стабилизирана ПУ с устройства за подаване и зареждане СМ-64,
- погреб за 10 ЗУР В-753 (заводски индекс – 13ДМ),
- система за управление тип „Корвет“,
- РЛС „Кактус“
- РЛС „Разлив“.

Обаче обемите на наличните артилерийски погреби на свалената оръдейна кула се оказват малки за поместването на 10 от големите ракети. За да се увеличат размерите на погреба, е съоръжена надстройка с височина 3,3 м и са прерязани три палуби.
В хода на изпитанията ЗРК М-2 „Волхов-М“ е достатъчно ефективен – с първата ракета от „Дзержински“ е свалена летяща на височина 10 км мишена на базата на Ил-28. Обаче този ЗРК обладава редица големи недостатъци, сериозно влошаващи експлоатационните и бойните му характеристики:
- малък боезапас ракети на крайцера, като следствие от големите габарити на ракетата В-753 (дължина 10,4 м, размах на стабилизаторите 2,6 м),
- повишена пожаро- и взривоопасност, поради използването в ракетата на течногоривната маршева степен, необходимост от продължително съхраняване на ракетите в погреба постоянно заредени с гориво и използването на резервна ръчна система за зареждане на ракетите в погреба преди подаването им на пусковата установка (автоматичното зареждане на ЗУР с компонентите на ракетното гориво на стартовата установка тогава все още не е реализирано)
- ниска огнева производителност

Всичко това води до това, че с постановление на СМ на СССР от 10 август 1957 г., работите по крайцера от проекта 70 са прекратени, с изключение експерименталния крайцер „Дзержинский“ от проекта 70-Е.
На 3 август 1961 г. „Дзержинский“ е прекласифициран на учебен крайцер. В периода 5 – 24 октомври 1973 г. той участва във военните действия по оказването на помощ на въоръжените сили на Египет, за използване през този период на ЗРК М-2 данни липсват.
През 1982 г. на „Дзержинский“ е проведена последната проверка на ЗУР – на всички ракети има теч, а те са небоеспособни. На 12 октомври 1988 г. единственият крайцер въоръжен със ЗРК М-2 „Волхов-М“ е разоръжен и изключен от състава на ВМФ.

## Носители
Единствен носител на ЗРК М-2 „Волхов-М“ е опитният крайцер от проекта 70-Е, преправен от типа крайцери проект 68-бис „Дзержинский“.